# Tsaghkahovit
Tsaghkahovit (en arménien Ծաղկահովիտ ; jusqu'en 1946 Haji Khalil) est une communauté rurale du marz d'Aragatsotn, en Arménie. Elle compte 2 051 habitants en 2009.